# Murdannia medica
Murdannia medica là một loài thực vật có hoa trong họ Commelinaceae. Loài này được (Lour.) D.Y.Hong mô tả khoa học đầu tiên năm 1974.